# Lourenço Diaféria
Lourenço Carlos Diaféria (São Paulo, 28 de agosto de 1933 – São Paulo, 16 de setembro de 2008) foi um contista, cronista e jornalista brasileiro.

## Biografia e carreira
Filho de pai italiano e mãe portuguesa, sua carreira jornalística começou em 1956 na Folha da Manhã, atual Folha de S.Paulo. Como cronista o início foi mais tardio, em 1964, quando escreveu seu primeiro texto assinado.
Permaneceu no periódico paulista até 1977, quando foi preso pelo regime militar devido ao conteúdo da crônica Herói. Morto. Nós., considerada ofensiva às Forças Armadas. A crônica comentava o heroísmo do sargento Sílvio Delmar Hollenbach, que pulou em um poço de ariranhas no zoológico de Brasília para salvar um menino. A criança se salvou, mas o militar morreu, vencido pela voracidade dos animais. A crônica também citava o duque de Caxias, o patrono do Exército, lembrando o estado de abandono de sua estátua no centro da capital de São Paulo, próximo à Estação da Luz. Diaféria contratou o criminalista Leonardo Frankenthal e foi considerado inocente em 1980. No dia 16 de setembro de 1977, a Folha publicou a coluna de Lourenço Diaféria em branco.
Depois da Folha, levou suas crônicas para o Jornal da Tarde, o Diário Popular e o Diário do Grande ABC, além de quatro emissoras de rádio e a Rede Globo.
Católico, escreveu A Caminhada da Luz, livro sobre dom Paulo Evaristo Arns, a quem admirava. Outra "religião" era o futebol: muitas de suas crônicas falavam desse esporte — e de seu time, o Corinthians.
Desde o início de 2008 Diaféria enfrentava problemas no coração, até que um infarto o levou, aos 75 anos, deixando viúva (Geíza), cinco filhos e três netos.

## Obras
Lista incompleta
- Um gato na terra do tamborim  (1976)
- Berra, coração (1977)
- Circo dos Cavalões (1978)
- A morte sem colete (1983)
- O Empinador de Estrelas" (1984)
- A longa busca da comodidade (1988)
- O invisível cavalo voador – Falas contemporâneas (1990)
- Papéis íntimos de um ex-boy assumido (1994)
- O imitador de gato (2000)
- Brás – Sotaques e desmemórias (2002)
- "Para uma garota de quinze anos" (1977)
- "Os gatos pardos da noite"
- "Coração Corinthiano" (1992)
- A caminhada da esperança (1996)